# Pammene
Pammene is een geslacht van vlinders uit de familie van de bladrollers (Tortricidae). De wetenschappelijke naam is gepubliceerd in 1816 door Jacob Hübner.
De typesoort van het geslacht is Tortrix trauniana Denis & Schiffermüller, 1775

## Soorten
| - Pammene aceris - Pammene adusta - Pammene agnotana - Pammene ainorum - Pammene albuginana - Pammene amygdalana - Pammene argyrana - Pammene aurana - Pammene aurita - Pammene avetianae - Pammene bathysema - Pammene blanda - Pammene blockian - Pammene bowmanana - Pammene caeruleata - Pammene caliginosa - Pammene casticola - Pammene christophana - Pammene clanculana - Pammene cocciferana - Pammene crataegicola - Pammene crataegophila - Pammene cyanatra - Pammene cytisana - Pammene engadinensis - Pammene epanthista - Pammene exscribana - Pammene fasciana - Pammene felicitana - Pammene festiva | - Pammene flavicellula - Pammene fulminea - Pammene gallicana - Pammene gallicolana - Pammene germmana - Pammene giganteana - Pammene ginkgoicola - Pammene griseana - Pammene griseomaculana - Pammene grunini - Pammene ignorata - Pammene insolentana - Pammene instructana - Pammene insulana - Pammene japonica - Pammene juniperana - Pammene laserpitiana - Pammene leucitis - Pammene luculentana - Pammene luedersiana - Pammene macrolepis - Pammene mariana - Pammene medioalbana - Pammene megalocephala - Pammene monotincta - Pammene nannodes - Pammene nemorosa - Pammene nequior - Pammene nescia - Pammene nigritana | - Pammene obscurana - Pammene ochsenheimeriana - Pammene ocliferia - Pammene oreina - Pammene orientana - Pammene ornata - Pammene oxycedrana - Pammene paula - Pammene percognata - Pammene perstructana - Pammene phthoneris - Pammene piceae - Pammene populana - Pammene pulchella - Pammene pullana - Pammene purpureana - Pammene querceti - Pammene regiana - Pammene rhediella - Pammene salvana - Pammene shicotanica - Pammene soyoensis - Pammene spiniana - Pammene splendidulana - Pammene subsalvana - Pammene suspectana - Pammene tauriana - Pammene trauniana - Pammene tricuneana - Pammene tsugae |